# Nadrzewnica żałobna
Nadrzewnica żałobna, salamandra nadrzewna (Aneides lugubris) – gatunek płaza ogoniastego z rodziny bezpłucnikowatych (Plethodontidae).

## Występowanie
Nadrzewnica żałobna żyje w zachodniej i środkowej części Kalifornii (zachodnie i południowo-zachodnie USA) oraz w skrajnie północno-zachodnim Meksyku (stan Kalifornia Dolna); także na kilku okolicznych wyspach, w tym Santa Catalina Island.

## Opis
Nadrzewnica żałobna ma dużą, płaską oraz trójkątną głowę; pysk zaostrzony; żuchwa jest silnie uzębiona; oczy duże, wyłupiaste; szyję ma wyraźnie zaznaczoną; ciało krótkie, masywne, walcowate, z bruzdami na bokach, natomiast ogon ma on długi oraz gruby. Długość ciała salamandry dochodzi do 18 cm. Barwa tego płaza to oliwkowobrązowa, brązowa bądź szara, jednocześnie posiada on drobne żółte plamki.

## Pożywienie
Nadrzewnica żałobna żywi się różnymi owadami, pająkami, ślimakami oraz innymi salamandrami.

## Rozród
U nadrzewnic żałobnych następuje zapłodnienie wewnętrzne w porze godowej tych zwierząt. Samica składa w dziupli drzewa ok. 16 dużych jaj, których pilnują obydwoje rodzice. Po kilku miesiącach wykluwają się całkowicie przeobrażone małe nadrzewnice.